# Прокопец
Прокопец — хутор в Острогожском районе Воронежской области России.
Входит в состав Дальнеполубянского сельского поселения.

## География
На хуторе имеется одна улица — Солнечная.

## Население
| 1859 | 1897 | 2000 | 2005 | 2010 |
| ---- | ---- | ---- | ---- | ---- |
| 598  | ↘568 | ↘63  | ↘44  | ↘24  |

## Достопримечательности
Рядом с ним находится святой источник, который освящен в честь Святой Троицы. Перед источником имеется благоустроенная поляна, недалеко установлен Поклонный крест.
В 1962г. на хуторе Прокопец родилась Заслуженный учитель Российской Федерации(2006) Мария Ивановна Глинкова(Калашникова).